# Atlantida
Atlantida (grčki: Ἀτλαντὶς νῆσος) u grčkoj je mitologiji otok legendarne drevne kulture, o čijem samom postojanju i lokaciji nema čvrstih dokaza. Prvi put Atlantidu spominje starogrčki filozof Platon, koji kaže da je ona razorena prirodnom katastrofom, najvjerojatnije potresom ili potopom. To je navodno bilo više od 9400 godina prije Platona.

## Mit
Kao priča Platonovim dijalozima (Kritija i Timej), Atlantida je često opisivana kao mit koji je Platon stvorio kako bi ilustrirao svoje političke teorije. Premda je funkcija priče jasna, raspravlja se je li Platon doista imao inspiraciju stvarnim događajem, odnosno starijom tradicijom. Neki tvrde da se Platon prisjetio erupcije Tere invaziju naroda s mora ili Trojanskog rata, dok drugi inzistiraju da su mu motivacija bili suvremeniji događaji poput uništenja Helikea 373. pr. Kr. kad je taj grad potonuo u noći ili pak atenska invazija na Siciliju od 415. pr. Kr. do 413. pr. Kr.
O mogućem postojanju Atlantide raspravljalo se od antike, ali je često to vjerovanje odbacivano. Priču su otkrili humanisti u novije vrijeme, premda je u srednjem vijeku bila nepoznata.
Dan danas, Atlantida je inspiracija brojnim piscima i stvarateljima, od znanstvene fantastike preko stripova do filmova, a njezino je ime postalo eponim za izgubljenu civilizaciju.